# Courcité
Courcité é uma comuna francesa na região administrativa da Pays de la Loire, no departamento de Mayenne. Estende-se por uma área de 30,69 km². Em 2010 a comuna tinha 909 habitantes (densidade: 29,6 hab./km²).